# Jasper Aerents
Jasper Aerents (18 de diciembre de 1991, Gent)  es un nadador belga de estilo libre. Participó en los Juegos Olímpicos de Londres 2012 en las pruebas de los 50 metros libres y el relevo 4 x 100 metros libre. 